# Uruminopeplus sakaii
Uruminopeplus sakaii là một loài bọ cánh cứng trong họ Salpingidae. Loài này được Sato & Hatta miêu tả khoa học vào năm 1988.